# Гессенский дом
Гессенский дом — германская ветвь (династия) древнего Лувенского дома.

## История
Основателем Гессенского дома был Генрих I Дитя, сын герцога Брабанта Генриха II и Софии Тюрингской, дочери ландграфа Тюрингии Людвига IV, который по итогам войны за тюрингское наследство в 1264 году получил Гессен с титулом ландграфа. С 1292 года Ландграфы Гессенские — имперские князья, независимые от Тюрингии. 
При преемниках Генриха территория Гессена постоянно расширялась. В XV веке династия разделились на две линии: Гессен-Кассельскую и Гессен-Марбургскую. Последняя скоро прекратилась, и ландграф Гессен-Касселя Вильгельм II в 1500 году опять соединил в своих руках весь Гессен. После смерти в 1567 году его сына Филиппа I Великодушного династия разделились между его сыновьями на 4 части. От двух из них пошли 2 основные ветви Гессенского дома — Гессен-Кассельская и Гессен-Дармштадтская. Двое других сыновей, получившие Гессен-Марбург и Гессен-Рейнфельс, детей не оставили, в результате чего их владения были разделены между ландграфами Гессен-Касселя и Гессен-Марбурга. Кроме того, существовало несколько морганатических ветвей рода.

### Гессен-Кассельская ветвь
Родоначальником этой ветви был Вильгельм IV Мудрый, ландграф Гессен-Касселя, старший сын Филиппа I. Позже владения этой ветви увеличились за счёт раздела Гессен-Рейнфельса и Гессен-Марбурга. 
Ландграфы Гессен-Кассельские стали в 1803 году курфюрстами, но их курфюршество (так называемый Кургессен) было аннексировано Пруссией в 1866 году.
От этой ветви отделились родов:
- в 1649 году — Гессен-Рейнфельсская ветвь, которая угасла в 1834 году;
- в 1685 году — Гессен-Филипстальская ветвь, которая угасла в 1925 году; из неё, в свою очередь, в 1721 году выделилась Гессен-Филиппсталь-Бархфельдская ветвь.

### Гессен-Дармштадтская ветвь
Ландграфы Гессен-Дармштадтские с 1806 года — великие герцоги (великие герцоги Гессенские с 1866 года). Дочерьми великого герцога Гессенского были последняя русская царица Александра Фёдоровна и великая княгиня Елизавета Фёдоровна.
В 1622 году от этой линии отделилась Гессен-Гомбургская ветвь, которая пресеклась в 1866 году. К ней принадлежал Людвиг Гессен-Гомбургский (1705-45) — генерал-фельдмаршал на службе у Анны Иоанновны и Елизаветы Петровны. Столицей Гессен-Гомбурга был город Гомбург в горах Таунуса.
Гессен был в числе учредителей Германской империи, его монархи утратили престол в ходе революции 1918 года.
Великогерцогская линия угасла в 1968 году после смерти принца Людвига, который был главой династии с 16 ноября 1937 года. Главой дома Гессенских являлся принц Мориц Гессен-Кассельский (1926—2013), усыновлённый принцем Людвигом в 1960 году. У принца Морица есть сын Генрих Донатус (род. 1966), который унаследовал титул ландграфа Гессенского и внук — принц Мориц (род. 2007). На данный момент они являются официальными наследниками герцогов Гессен-Дармштадтских.
В 1858 году потомство принца Александра Гессен-Дармштадтского от морганатического брака получило титул принцев Баттенбергских. Сын основателя ветви Александр в 1879—1886 годах правил в Болгарии. Во второй половине 19 века Баттенберги породнились с Британской королевской семьёй и переселились в Великобританию. После начала Первой мировой войны они отказались от германских титулов и перевели фамилию на английский как «Маунтбеттен». В XX веке род разделился на 2 ветви: глава старшей носит титул маркиза Милфорд-Хейвена, а глава младшей — графа Маунтбеттен Бирманского.
|                                            |  |                                          |  |                                          |
| Резиденция ландграфов Гессен-Дармштадтских |  | Резиденция ландграфов Гессен-Гомбургских |  | Резиденция ландграфов Гессен-Кассельских |